# Нгуен, Марсель
Марсель Ван Минь Фук Лонг Нгуен (([ŋwiɜn315]о файле) Marcel Nguyen; нем. и вьет. Marcel Van Minh Phuc Long Nguyen, род. 8 сентября 1987 года в Мюнхене) — немецкий гимнаст вьетнамского происхождения, трёхкратный чемпион Европы и двукратный серебряный призёр летних Олимпийских игр 2012 года. Выступал за команду «Штраубенхардт» до 2013 года, также участвует в выступлениях спортивной группы Бундесвер. С 1 января 2013 года выступает за клуб MTV Stuttgart. 23 декабря 2014 года он перешёл обратно в состав команды KTV Straubenhardt..

## Биография
Уроженец Мюнхена. Отец — вьетнамец, мать — немка. Гимнастикой занимался с четырёх лет, в семь лет поступил в школу «Унтерхахинга». С 1995 года тренировался под руководством тренера сборной Германии Курта Сцильера в спортивной школе Мюнхена, в 1997 году вошёл в детскую сборную под руководством Андреаса Хирша и Йенса Мильбрандта, где быстро прогрессировал. В 2002 году вошёл в юниорскую сборную, позднее перебрался в Спортивную гимназию ISAR Мюнхена. В 2005 году стал чемпионом Германии среди юниоров на брусьях, вице-чемпионом на кольцах и третьим в опорном прыжке. Через год дебютировал на чемпионате мира в Мельбурне, став 16-м на брусьях. После чемпионата переехал в спортивную школу-интернат Штутгарта, под руководством Анатолия Ярмовского и Клауса Нигля принял участие в чемпионате мира 2006 года в Орхусе, заняв 7-е место в командных соревнованиях.
После чемпионата мира вернулся в спортивную гимназию Мюнхена, в июне 2007 года окончил среднюю школу. Спустя несколько месяцев в составе сборной отправился на первенство мира в Штутгарте, завоевав бронзовую медаль и выйдя на Олимпийские игры с командой. Помимо этого, в конце года на Кубке мира в Токио он завоевал бронзовую награду в вольных упражнениях. В 2008 году он занял 2-е место со сборной на чемпионате Европы в Лозанне, в чемпионате Германии трижды попадал в число призёров. На играх в Пекине его сборная стала только четвёртой, пропустив к наградам сборную США. В 2009 году Нгуен участвовал во многочисленных соревнованиях, где добился невероятных успехов: на Кубке Чемпионов в Штутгарте он стал вторым, как и в чемпионате Германии в индивидуальном первенстве, а также в составе команды «Штраубенхардт» выиграл чемпионат Германии. В 2010 году он завоевал своё первое «золото» на чемпионате Европы в Бирмингеме в командном первенстве, а также «бронзу» в вольных упражнениях. Став чемпионом Германии в командных соревнованиях, Нгуен квалифицировался на чемпионат мира 2010 года в Роттердаме, но травма малой берцовой кости не позволила Марселю принять участие в мировом первенстве.
На домашнем чемпионате Европы 2011 года в Берлине Марсель завоевал золотую медаль на брусьях, принеся своей стране золотую медаль в этом виде впервые с 1955 года, когда Хельмут Банц одержал победу. Помимо всего, он завоевал бронзу на перекладине, а в следующем году в Монпелье на чемпионате Европы на перекладине уже стал чемпионом. Это позволило ему пробраться на Олимпийские игры 2012 года как в командных соревнованиях, так и в индивидуальных. На Олимпиаде он занял второе место в многоборье, уступив только японцу Кохэю Утимуре; также стал вторым на параллельных брусьях (победил китаец Фэн Чжэ). Для сборной объединённой Германии эта награда стала первой в гимнастике: последний раз для единой немецкой команды в 1936 году Альфред Шварцманн и Конрад Фрей завоёвывали в Берлине соответственно золото и бронзу. Если всё же учитывать выступления ГДР и ФРГ, то последний раз в 1988 году Свен Типпельт завоёвывал одну серебряную и две бронзовые награды.
В 2014 Нгуен получил разрыв передней крестообразной связки на одной из тренировок, что привело к нарушению всех спортивных планов в 2014-2015 годах, а именно, неучастие Чемпионате мира по спортивной гимнастике 2014. Перенеся плановые операции, Нгуен восстановил свои силы лишь к сентябрю 2015 года, выступив впервые после реабилитации в сентябре 2015 года на чемпионате Германии по гимнастике в городе Гисен, где он завоевал золотую медаль на своём "фирменном" снаряде — параллельных брусьях, и был допущен к участию в Чемпионате мира по спортивной гимнастике 2015 года. Однако не получив места в первой восьмёрке, Нгуен и сборная команды Германии не была квалифицирована к участию в Олимпийских играх 2016 года напрямую. После серии успешных выступлений на национальном уровне Нгуен отправляется с командой Германии на Тестовые соревнования, проходящие в Рио-де-Жанейро в апреле 2016 года, где занимает первую строчку среди команд-участниц, таким образом получая путёвку на Олимпийские игры 2016 года.
Последним международным выступлением перед Олимпийскими играми становится участие в Чемпионате Европы 2016 в Берне, в котором Марсель Нгуен завоёвывает бронзовую медаль в упражнении на параллельных брусьях.
На Олимпийских играх 2016 года команда Германии заняла 7 место в командном зачёте. Параллельные брусья принесли гимнасту лишь 11-е место, таким образом не пройдя квалификацию, Марсель Нгуен не попал в финал, проиграв лишь 0,1 пункт. Однако поводом для широкого освещения упражнения на брусьях стало выполнение абсолютно нового элемента. По правилам спортивной гимнастики новым элементам присваивают имена атлетов, впервые их исполнивших. Таким образом новый элемент получил название "The Nguyen".